# Azienda ospedaliera "G. Brotzu"
L'Azienda ospedaliera autonoma "G. Brotzu" è un'azienda sanitaria pubblica di Cagliari intitolata al noto medico sardo Giuseppe Brotzu, al quale si deve l'importante scoperta delle cefalosporine. Situata nel quartiere di San Michele, rappresenta il più grande ed importante complesso ospedaliero di tutta la Sardegna; comprende tre presidii:
- l'ospedale di alta specializzazione e di rilievo nazionale "San Michele"[4]
- l’ospedale oncologico "Armando Businco"[5]
- l'ospedale pediatrico microcitemico "Antonio Cao"[5]

## Storia
L'azienda ospedaliera, intitolata a Giuseppe Brotzu a pochi anni dalla sua morte, nacque nel 1982 con il solo presidio dell'ospedale "San Michele". Solo in seguito, nel 1996, venne resa autonoma.
Il 1º luglio 2015, nell'attuazione del progetto di riorganizzazione del servizio sanitario regionale, vennero inclusi nell'azienda anche i vicini presidii, precedentemente dipendenti dall'ASL 8 di Cagliari, dell'ospedale "Armando Businco" e dell'ospedale "Antonio Cao".

## Ospedale di alta specializzazione e di rilievo nazionale "San Michele"

### Storia
L'ospedale "San Michele" nacque insieme all'azienda nel 1982 come suo unico presidio ospedaliero (per questa ragione localmente viene spesso confuso con l'azienda stessa). Solamente 11 anni dopo, nel 1993, venne riconosciuto dal Governo come "ospedale di alta specializzazione e di rilievo nazionale". L'ospedale, dotato delle più moderne apparecchiature, impianti fotovoltaici, e di ampi spazi, si classifica come il primo in Sardegna.

### Struttura
L'ospedale, in stile moderno, è costituito da una grande struttura unica e da un piccolo corpo succursale con diversi ambulatori. La struttura, in totale, dispone di circa 600 posti letto disposti nei rispettivi reparti divisi nei 14 piani (di cui 2 seminterrati) dell'edificio, che possiede anche un eliporto in caso di emergenza.
L'ospedale possiede inoltre i servizi di: bancomat e agenzia del Banco di Sardegna, dell'edicola, e del bar.
Vi è inoltre una piccola cappella cristiana, gestita dai frati minori cappuccini e dotata di una corale.

## Ospedale oncologico "Armando Businco"

### Storia
Nato come ospedale dipendente dall'ASL 8 di Cagliari, l'"Armando Businco", intitolato all'omonimo anatomo-patologo sardo, è l'unico centro sardo specializzato in patologie neoplastiche, divenendo così un importante punto di riferimento per tutta la regione. Il 1º luglio 2015 il presidio, ad eccezione delle strutture per le cure palliative e domiciliari, è stato accorpato all'Azienda Ospedaliera Autonoma "G. Brotzu".

### Struttura
La struttura ospedaliera, monoblocco organizzato in 9 piani, presenta 269 posti letto totali; 196 per le degenze ordinarie e 73 per i day hospital. L'ospedale è dotato anche di una cappella (in comune con l'"Antonio Cao") e di servizi di seconda necessità come il bar.

## Ospedale pediatrico microcitemico "Antonio Cao"

### Storia
Nato come ospedale dipendente dall'ASL 8 di Cagliari, l'"Antonio Cao", intitolato all'omonimo pediatra e genetista sardo e strettamente specializzato in ambito pediatrico, è un solido punto di riferimento sia regionale, per la ricerca nelle patologie correlate alla talassemia, che europeo, per la ricerca nelle patologie rare. Il 1º luglio 2015 il presidio è stato accorpato all'Azienda Ospedaliera Autonoma "G. Brotzu".

### Struttura
La struttura ospedaliera, monoblocco organizzato in 6 piani, presenta 49 posti letto totali; 22 per le degenze ordinarie e 27 per i day hospital. L'ospedale non possiede alcun genere di servizi ma è autorizzato ad utilizzare quelli del vicino "Armando Businco".